# Asynchrongenerator

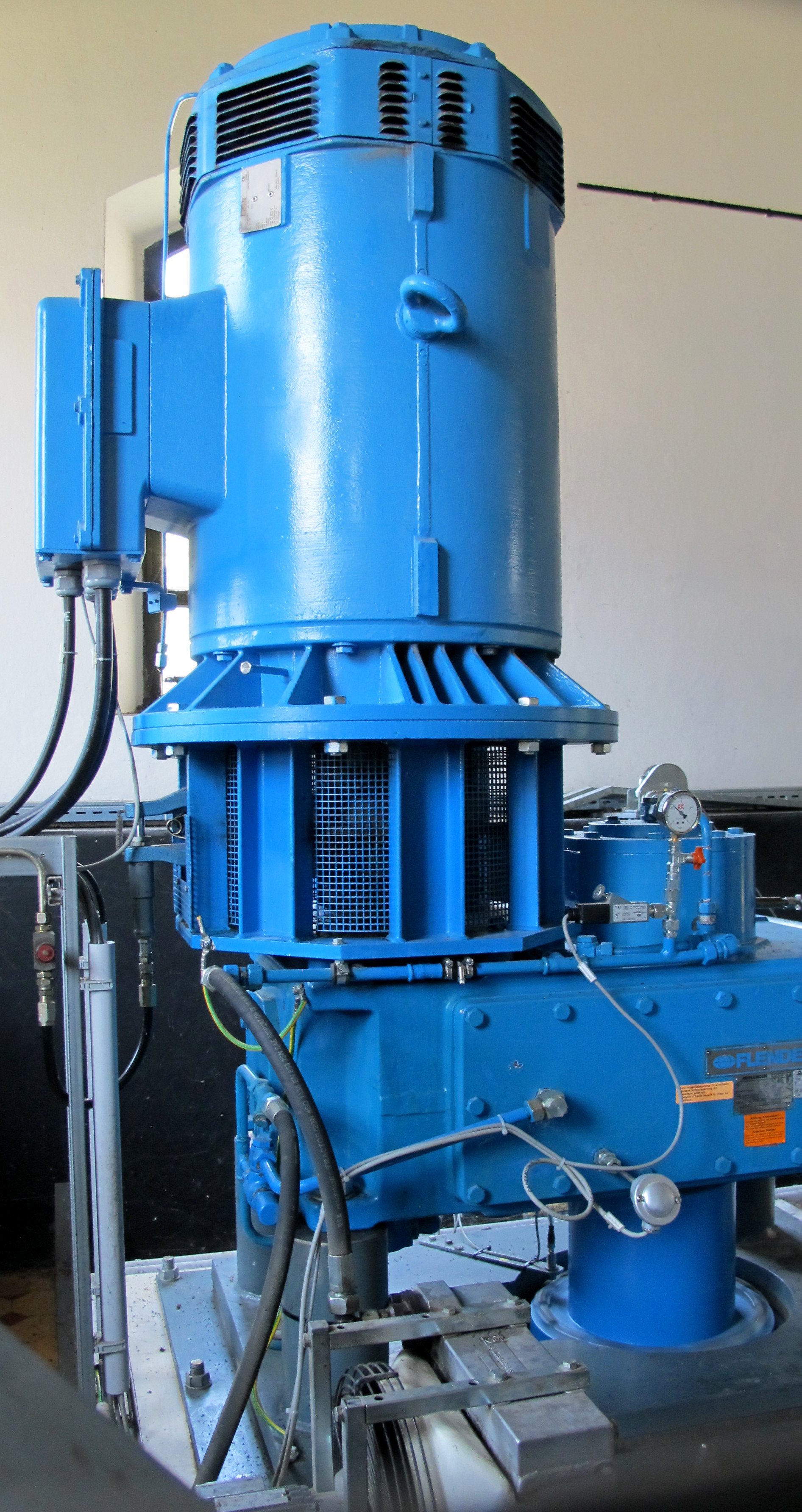
Asynchrongenerator mit 200 kVA in einem Kleinwasserkraftwerk

Asynchrongeneratoren sind in der elektrischen Energietechnik Asynchronmaschinen, welche als Generator betrieben werden. Sie werden unter anderem in dezentralen Kleinwasserkraftwerken aus wirtschaftlichen Gründen anstelle von Synchrongeneratoren zur Stromerzeugung eingesetzt. Des Weiteren kommen Asynchrongeneratoren als sogenannte Zusatz- oder Hilfsgeneratoren zum Einsatz.

## Grundlagen

Asynchrongenerator vereinfachtes Ersatzschaltbild

Jede Asynchronmaschine kann sowohl als Motor als auch als Generator eingesetzt werden. Für den Einsatz als Generator muss die Asynchronmaschine magnetisch erregt und mechanisch angetrieben werden. Werden Asynchronmotoren schneller angetrieben als die Umdrehungsfrequenz des Drehfeldes, dann arbeiten sie als Generator und speisen Wirkleistung ins Netz. Dieses kann z. B. beim Abwärtsfahren von Personenaufzügen, Fördermaschinen oder Kränen auftreten. Dieser Effekt wird als Nutzbremsung bezeichnet. Bei polumschaltbaren Maschinen mit dem Umschalten von hoher Drehzahl auf niedrige Drehzahl (oder umgekehrt) ergeben sich zusätzliche Anforderungen, damit keine unzulässigen Spitzen bezogen auf Strom oder mechanische Last entstehen können. Das Ziel bleibt, die Abbremsenergie im Generatorbetrieb ins Netz zu speisen. Werden Asynchronmotoren über eine Antriebssteuerung (Frequenzumrichter) betrieben, so muss diese rückspeisefähig sein. Das bedeutet, der Frequenzumrichter muss einen Vierquadrantenbetrieb zulassen.

## Aufbau und Funktion

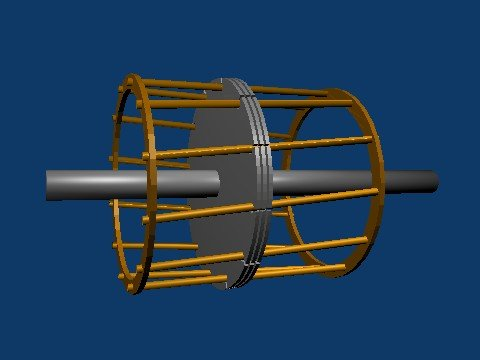
Prinzipzeichnung eines Kurzschlussläufers
(ohne Eisenblechpakete)

Als klassische Asynchrongeneratoren kommen Drehstromasynchronmaschinen mit Kurzschlussläufer zum Einsatz. Sie sind wesentlich einfacher aufgebaut als andere Asynchrongeneratoren. Die gängigsten Asynchrongeneratoren haben 4 Pole. Dadurch bedingt liegt die Drehfelddrehzahl nur bei 1500 min−1. Um eine Drehzahlstufung und damit eine weichere Netzkopplung zu erreichen, werden in bestimmten Bereichen Ständer mit polumschaltbaren Wicklungen verwendet. Dadurch erreicht man mit dem Asynchrongenerator im gesamten Leistungsbereich eine optimale Energieausbeute. Der Läufer wird als Rundstabläufer ausgeführt. Neben der Verwendung von normalen Industriemotoren werden auch spezielle Asynchronmaschinen für den Generatoreinsatz gebaut. Diese Asynchrongeneratoren haben Läuferstäbe aus Kupfer, um einen höheren Wirkungsgrad zu erzielen. Außerdem sind sie, bedingt durch eine bessere Blechqualität (verlustarme Magnetbleche für Stator und Rotor), speziell für den Einsatz als Generator konstruiert und optimiert.
Maßgeblich für das Betriebsverhalten der Asynchronmaschine ist die Abhängigkeit des Drehmomentes M von der Drehzahl n. Diese Abhängigkeit lässt sich aus der Drehmoment-Drehzahl-Kennlinie der Asynchronmaschine ablesen. Wirken auf die Generatorwelle zusätzliche Kräfte ein, so vergrößert sich der Schlupf, dieses wiederum hat eine Erhöhung der elektrischen Leistungsabgabe zur Folge. Der Unterschied zwischen Volllastdrehzahl und Leerlaufdrehzahl ist in der Praxis sehr klein. Die Differenz zur Synchrondrehzahl wird in Prozent angegeben und als Generatorschlupf bezeichnet, sie beträgt rund 1 Prozent. Das bedeutet für eine vierpolige Maschine, dass sie bei Volllastbetrieb mit 1515 min−1 läuft.
Da Asynchronmaschinen sowohl untersynchron als auch übersynchron betrieben werden können, gilt für eine vierpolige Maschine folgender Zusammenhang:
1. Untersynchroner Betrieb: Schlupf s > 0 → Motorbetrieb nN = 1480 min−1
2. Übersynchroner Betrieb: Schlupf s < 0 → Generatorbetrieb nN = 1515 min−1

Weil bei übersynchronem Betrieb die Läuferdrehzahl höher ist als die Drehfelddrehzahl, ist auch die Läuferfrequenz höher als die Drehfeldfrequenz. Somit wird in den Stäben des Läufers jeweils eine Spannung induziert. Da die Stäbe untereinander räumlich versetzt sind, besteht auch zwischen den jeweiligen Spannungen der einzelnen Stäbe eine Phasenverschiebung. Somit ist im Läufer eine Vielphasenspannung wirksam. Hat der Läufer z. B. 25 Stäbe, sind 25 phasenverschobene Wechselspannungen wirksam. Da die Läuferstäbe an den Stirnseiten des Läufers jeweils über Kurzschlussringe verbunden sind, fließt ein Vielphasenwechselstrom. Bei 25 Stäben fließt somit ein 25-phasiger Wechselstrom. Um den Läufer herum ruft der Vielphasenwechselstrom ein Läuferdrehfeld hervor, das genau dieselbe Polzahl hat wie das erregende Ständerdrehfeld, da der Käfigläuferrotor sich selbstständig an die Polzahl des Ständers anpasst. Aus diesem Grund kann dieser Läufer für eine Vielzahl von Polzahlen verwendet werden. Das Läuferdrehfeld ist um den Lastwinkel λ gegenüber dem Ständerdrehfeld versetzt und dreht sich in Drehrichtung des Läufers, wobei es diesem um den Schlupf hinterher hinkt, weil der Läufer (übersynchron) schneller dreht als das Ständerdrehfeld. Voraussetzung ist aber, dass die Antriebsleistung gleich bleibt. Das Läuferfeld induziert in der Ständerwicklung eine Spannung.

### Wirkungsgrad

Verluste beim Asynchrongenerator
Legende
P_{zu} = zugeführte Leistung
P_{ab} = abgegebene Leistung
P_{Cu1} = Kupferverluste (Wicklungen)
P_{Fe} = Eisenverluste
P_{Reibung} = Reibungsverluste
P_{Cu2} = ohmsche Verluste im Kurzschlussläufer

Bei Generatoren, die mit hoher Einschaltdauer betrieben werden, ist der Wirkungsgrad der Maschine von großer Bedeutung. Der Wirkungsgrad des Generators wird im Wesentlichen durch drei Faktoren beeinflusst, die Kupferverluste, die Eisenverluste und die Reibungsverluste. Bei Generatoren, die über lange Zeit im Teillastbetrieb betrieben werden, ist zusätzlich ein guter Teillastwirkungsgrad wichtig. Die lastabhängigen Zusatzverluste betragen in der Regel 0,5 Prozent der Bemessungsleistungsabgabe. Durch konstruktive Maßnahmen lässt sich der Wirkungsgrad η des Generators optimieren. Dieses Optimum liegt je nach Leistung bei Asynchrongeneratoren bei bis zu 90 Prozent, bei größeren Generatoren sogar noch darüber.

### Leistungsfaktor
Der Leistungsfaktor cos φ ist beim Asynchrongenerator lastabhängig. Dies wirkt sich insbesondere dann aus, wenn die Maschine ein kleines Kippmoment hat. Der Leistungsfaktor ist ein Maß für die Maschinengüte. Dies bedeutet, dass mit größer werdendem Blindleistungsbedarf in einem gegebenen Betriebspunkt des Generators der Maschinenstrom auch größer wird. Der größere Maschinenstrom führt wiederum zu größeren Verlusten. Im Teillastbereich führt eine Verschlechterung des Leistungsfaktors zu einer relativen Verschlechterung der Verlustbilanz der Maschine. Deshalb ist schon bei der Maschinenauslegung im Vorfeld darauf zu achten, ob der Generator über längere Zeit im extremen Teillastbereich arbeiten muss. Durch leistungsumschaltbare Statorwicklungen lässt sich der Magnetisierungsbedarf der Maschine besser anpassen. Durch diese Maßnahme wird der erforderliche Blindleistungsbedarf der tatsächlich gelieferten Wirkleistung bereits generatorseitig angepasst. Der optimale maschinenseitige Leistungsfaktor liegt bei modernen Asynchrongeneratoren bei 0,87.

### Magnetische Erregung
Der Drehstromasynchrongenerator benötigt für die magnetische Erregung keine dauerhaft angeschlossene Gleichstromquelle. Allerdings ist er auch nicht in der Lage, sich selbst magnetisch zu erregen. Dies hat die Ursache in dem Umstand, dass die Richtung des induktiven Blindanteils zwischen Motor- und Generatorbetrieb unverändert bleibt. Aus diesem Grund ist es dem Asynchrongenerator auch nicht möglich, in ein nur mit induktiven oder ohmschen Widerständen belastetes Netz generatorisch einzuspeisen. Ohmsche und induktive Widerstände können nicht den erforderlichen induktiven Strom, welcher in diesem Fall als Magnetisierungsstrom dient, liefern. Die notwendige Erregung des Asynchrongenerators kann durch Fremderregung oder durch Kondensatorerregung erfolgen. Die Fremderregung erfolgt durch den Anschluss an ein von Synchrongeneratoren gespeistes Netz, die Synchrongeneratoren können den nötigen induktiven Blindstrom liefern. Man nennt diese Schaltung dann einen netzerregten Asynchrongenerator. Die Kondensatorerregung erfolgt durch Parallelschalten von Kondensatoren zur Statorwicklung. Man nennt diese Schaltung dann einen kondensatorerregten oder selbsterregten Asynchrongenerator.

#### Netzerregter Asynchrongenerator
Beim netzerregten Asynchrongenerator entnimmt der Stator dem Versorgungsnetz die zum Magnetfeldaufbau erforderliche Blindleistung. Hierzu ist es erforderlich, dass andere Generatoren als Phasenschieber arbeiten und die erforderliche Blindleistung liefern. Wird der Rotor übersynchron angetrieben, so nennt man dieses einen negativen Schlupf. In dem Läufer entsteht die Quellenspannung −U02. Es fließt der Läuferstrom −I2. Dieser Läuferstrom ruft wiederum das Läuferfeld {\displaystyle \Phi _{2}} hervor, welches aufgrund des negativen Schlupfes der mechanischen Drehrichtung entgegenläuft. Die Folge davon ist, dass die Asynchronmaschine Wirkleistung ins Netz speist. Die ins Netz gespeiste Wirkleistung steigt mit der Erhöhung der übersynchronen Drehzahl. Die Netzfrequenz wird bestimmt von den angeschlossenen Synchrongeneratoren.

#### Kondensatorerregter Asynchrongenerator

Kondensatorerregter Asynchrongenerator

Beim kondensatorerregten Asynchrongenerator bildet die Parallelschaltung von Ständerwicklung und Kondensator einen Schwingkreis. Zusätzlich muss im Rotoreisen noch ein Teil Restmagnetismus vorhanden sein. Ist keine Remanenz mehr vorhanden, muss das Rotoreisen über eine Batterie vormagnetisiert werden. Hierzu wird eine entsprechende Leistungselektronik benötigt. Mit Hilfe des Schwingkreises wird der Magnetfluss im Ständerkreis aufgebaut. Werden die Kondensatoren entsprechend bemessen, wird die gewünschte Quellenspannung erzeugt. Der Asynchrongenerator arbeitet hierbei ohne Blindleistungsversorgung aus dem Netz. Die Kondensatoren können sowohl im Stern als auch in Dreieck geschaltet werden. Allerdings hat es sich in der Praxis bewährt, dass die Kondensatoren im Dreieck geschaltet werden. Die Kondensatoren dürfen jedoch nicht unmittelbar an die Generatorklemmen angeschlossen werden, weil es sonst zu einer unerwünschten Selbsterregung kommt. Um dieses zu vermeiden, müssen die Kondensatoren am Ende der Leitung angeschlossen werden. Da die Frequenz beim Asynchrongenerator nicht sehr stark beeinflusst wird, gilt es einen anderen Parameter, in diesem Fall die Spannung, konstant zu halten. Beim Asynchrongenerator ist die Spannung drehzahlabhängig und muss über eine Regelung konstant gehalten werden. Dies geschieht durch Regelung der Drehzahl. Um die Spannung konstant zu halten, muss die Drehzahl zwischen Leerlauf und Volllast veränderbar sein. Eventuell entstehende Frequenzschwankungen sind ohne praktische Bedeutung.

### Betrieb
Wird der Rotor angetrieben, so wird der Schwingkreis aus Hauptwicklung und Kondensator durch die Remanenz des Läuferpaketes angeregt, bis sich ein stabiler Betriebspunkt einstellt. Bei Belastung benötigt der Asynchrongenerator zusätzliche Blindleistung. Die zunehmende Blindstromkomponente des Ständerstromes muss auch aus der Kondensatorblindleistung bereitgestellt werden. Die Blindleistung der Kondensatoren reicht bei größerer Belastung oftmals nicht aus, um den Bedarf des Asynchrongenerators auf Magnetisierungsblindleistung zu decken. In diesem Fall entregt sich der Generator. Diese Lastabhängigkeit der Klemmenspannung ist bei ohmsch-induktiver Last größer, als bei reiner Wirklast. Das liegt daran, dass bei ohmsch-induktiver Last der zur Verfügung stehende Magnetisierungsstrom sich um den induktiven Blindstrombedarf der Last verringert. Um den lastabhängigen Spannungsabfall zu verringern, können anstelle fester Kondensatoren Erregerkapazitäten verwendet werden, die sich stufenweise verstellen lassen. Allerdings kann es hierbei zu Spannungsspitzen beim Schalten der Kondensatoren kommen. Eine ebenfalls gute Variante zur Spannungskonstanzverbesserung ist der Einsatz von Sättigungsdrosseln. Hierbei werden Drosselspulen parallel zu den Kondensatoren geschaltet. Der Eisenkern der Drosselspulen ist so konstruiert, dass er schon bei kleiner magnetischer Flussdichte gesättigt ist. Diese Sättigungsdrosseln überbrücken die Kondensatoren teilweise, wenn die induzierte Spannung unzulässig hoch ansteigt. Dadurch schwächen sie die Erregung und somit auch die Spannung. Eine andere Variante, für Generatoren bis maximal 100 Kilowatt, ist die Verwendung eines spannungsbeeinflussten Drehzahlreglers. Durch Änderung der Drehzahl lässt sich die Spannung in einem bestimmten Bereich regeln. Dadurch bleibt die Spannung, trotz unverändertem Kondensator, konstant. Allerdings schwankt hierbei die Frequenz um zirka zehn Prozent.

## Netzanbindung
Ein Asynchrongenerator lässt sich sehr einfach auf ein bestehendes Netz aufschalten. Anders als beim Synchrongenerator ist beim Asynchrongenerator die Synchronisation problemlos. Es gibt zwei Möglichkeiten zur Netzanbindung, die Direkte Netzkopplung und die Umrichterkopplung.

### Direkte Netzkopplung
Asynchrongeneratoren können ohne besondere Vorkehrungen aufs Netz geschaltet werden, man nennt dies direkte oder starre Netzkopplung. Diese Aufschaltung kann sowohl in Stillstand oder bei einer beliebigen Drehzahl erfolgen. Die Asynchronmaschine zieht den gesamten Maschinensatz automatisch „in Tritt“. Bei Asynchrongeneratoren mit kleinerer Leistung, die einen relativ hohen Schlupf besitzen, ergibt sich eine weiche Kopplung ans Netz. Bei Maschinen mit größerer Leistung kommt es beim direkten Aufschalten auf das Netz zu einem Netzaufschaltstoß. Um diesen zu vermeiden, werden größere Asynchrongeneratoren nicht direkt mit dem Netz gekoppelt.
Außerdem werden Schwankungen der antreibenden Maschine, z. B. bei WKA Windschwankungen, als Lastschwankungen ins Netz übertragen. Dies führt im Netz zu Flickern und Spannungsschwankungen. Wird der Asynchrongenerator bei Ausfall der Antriebsmaschine am Netz geschaltet gelassen, läuft er als Motor weiter und verbraucht Energie aus dem Netz. Der Effekt wird bei einigen Asynchrongeneratoren z. B. in Blockheizkraftwerken oder bei bestimmten frühen Windkraftanlagen als Anlaufhilfe genutzt. Diese Variante der Netzkopplung war z. B. bei Windkraftanlagen des sog. „Dänisches Konzepts“, das aufgrund seiner Einfachheit in den 1980er und z. T. den 1990er Jahren häufig zum Einsatz kamen, weit verbreitet. Die direkte Netzkopplung wird bei Windkraftanlagen aufgrund der Nachteile für das Netz kaum noch angewendet.

### Umrichterkopplung
Vorteilhaft ist es, wenn der Asynchrongenerator über Umrichter mit dem Netz verbunden wird. Für Asynchrongeneratoren werden zwei Umrichtertypen verwendet, der Direktumrichter und der Umrichter mit Zwischenkreis.

#### Direktumrichter
Bei diesem Umrichtertyp sind Eingang und Ausgang direkt ohne Zwischenkreis mittels Halbleiterventilen, z. B. Thyristoren, miteinander verbunden. Aus den drei Spannungen des Dreiphasennetzes werden drei annähernd sinusförmige Spannungen erzeugt. Obwohl die Ausgangsfrequenz variabel ist, ist sie jedoch dabei kleiner als die Eingangsfrequenz. Aufgrund des umfangreichen Leistungsteiles benötigen Direktumrichter eine komplizierte Ansteuerung. Aus diesem Grund werden sie trotz ihres hohen Wirkungsgrades bei Asynchrongeneratoren nur sehr selten verwendet.

#### Umrichter mit Zwischenkreis

Umrichtergekoppelter Asynchrongenerator

Bei der Netzankopplung mit Zwischenkreisumrichter wird zwischen Asynchrongenerator und Netz ein Pulsumrichter, nämlich ein IGBT-Umrichter, geschaltet. Dabei wird die Ständerwicklung des Asynchrongenerators mit dem Stromrichtersystem verbunden. Der Ausgang des Wechselrichters speist über ein LC-Filter in das Dreiphasen-Netz. Das Stromrichtersystem besteht aus:
- LC-Filter
- Pulsgleichrichter
- Gleichspannungszwischenkreis
- Pulswechselrichter.

Durch einen vierten Pulswechselrichter-Brückenzweig ist es möglich, ein Vierleiternetz mit Neutralleiter zu erzeugen. Dabei wird der Wechselrichter so geregelt, dass die Strangspannungen ein symmetrisches Dreiphasensystem bilden. Durch einen Mikrocontroller gesteuerten IGBT-Umrichter lässt sich der Betriebsbereich der Anlage am Netz erweitern. Außerdem lässt sich auch ein hochwertiger Inselbetrieb erwirken.

### Zusätzliche Blindleistungskompensation

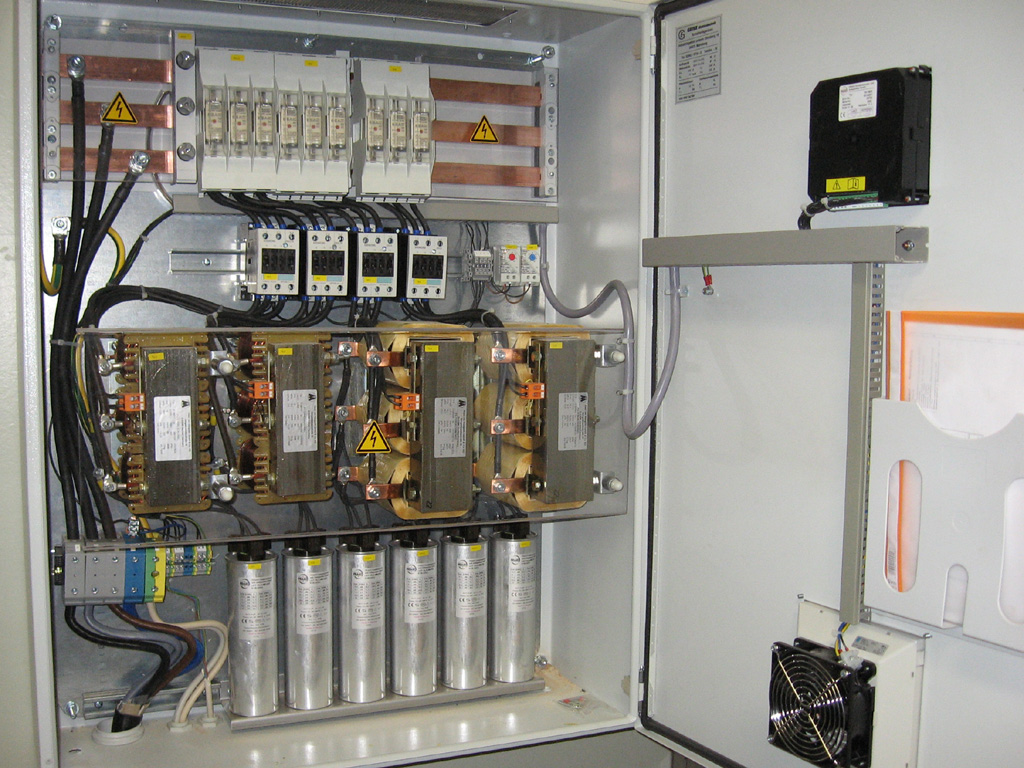
Blindleistungskompensationsanlage (75 kvar): in der Mitte Sättigungsdrosseln, unten Metall-Papier-Kondensatoren

Da netzerregte Asynchrongeneratoren das Netz durch den erforderlichen Blindleistungsbedarf stark belasten, ist es oftmals erforderlich eine zusätzliche Blindleistungskompensation mittels Kondensatoren zu erzeugen. Durch eine parallelgeschaltete Kondensatorbatterie wird die Generatorblindleistung zu 90 % kompensiert, dies entspricht einem cos φ von 0,96. Eine größere Kompensation ist mit einfachen Kondensatoren schwer durchführbar, da die Resonanzfrequenz des Schwingkreises bei Annäherung an die Netzfrequenz zu Oberschwingungen führen kann, was wiederum mechanische Schwingungen zur Folge hätte. Außerdem wirkt sich ein hoher Oberschwingungsanteil nachteilig auf angeschlossene elektronische Verbraucher aus.
Zusätzlich ist zu beachten, dass die Selbsterregungsgrenze überschritten werden kann. Dies bedeutet, dass der Generator trotz abgeschaltetem Netz eine Spannung erzeugt. Diese Selbsterregung tritt dann auf, wenn die Kondensatoren zu groß dimensioniert sind. Ohne Belastung steigt mit zunehmender Spannung auch die Frequenz an den Generatorklemmen. Ein weiteres Problem tritt auf, wenn bei ansteigender Leerlaufdrehzahl der Generator sich selbst erregt, obwohl die Kompensationskondensatoren so bemessen sind, dass bei Nennbetrieb die Selbsterregungsgrenze unterschritten bleibt. Um bei kompensierten Anlagen eventuelle Schäden vorzubeugen, werden diese Anlagen mit zusätzlichen Schutzeinrichtungen versehen, dies sind:
- Frequenzüberwachung (heute ± 1 Hertz möglich)
- Spannungswächter
- Phasenfehlwinkelmessung
- Verriegelung des Leistungsschalters mit der Kompensationsanlage
- Automatische Kompensationsanlage

Ferner ist die Kompensationsanlage so zu verriegeln, dass sie nur zusammen mit dem Generator auf das Netz geschaltet wird.

## Inselbetrieb
Mit Asynchrongeneratoren allein kann nur unter schwierigen und eingeschränkten Bedingungen ein Inselbetrieb (ohne Netzanschluss) z. B. als Notstromaggregat erreicht werden. Eine Möglichkeit für den Inselbetrieb stellt der „Selbsterregte Asynchrongenerator“ dar. Ohne Anschluss an ein externes Drehstromnetz, das in der Lage ist, induktive Blindleistung zur Magnetisierung bereitzustellen, kann die Blindleistung durch eine parallel geschaltete Kondensatorbatterie zur Verfügung gestellt werden, die selbst kapazitive Blindleistung benötigt und damit induktive abgibt. Beim Inselbetrieb wird die Frequenz durch den Umrichter konstant vorgegeben. Die Spannungsamplitude wird unter Berücksichtigung der maximalen Strangstromamplitude geregelt. Bei Überlastung wird die Spannungsamplitude bei Bedarf gesenkt. Mit einem einfachen kondensatorerregten Asynchrongenerator ist diese Aufgabe nicht zu bewältigen. Nur mit einer präzisen Regelelektronik lässt sich ein qualitativ hochwertiger Inselbetrieb mittels Asynchrongenerator durchführen. Probleme beim Inselbetrieb ergeben sich durch einphasige Belastung. Durch diese einphasige Belastung wird die Symmetrie im Inselnetz gestört. Um diese Störungen auszugleichen, bedarf es einer genauen Regelung. Damit es nicht zu Spannungsüberhöhung der Generatorspannung kommt, sorgt die Regelelektronik dafür, dass nur die Wirkleistung geliefert wird, die gerade benötigt wird. Ferner sorgt die Regelelektronik dafür, dass es nicht zu gefährlichen Spannungsüberhöhungen der schwach belasteten Außenleiter kommt.

## Vor- und Nachteile

### Vorteile
- Robust
- Wartungsarm
- Weiche Netzkopplung
- Keine Synchronisation erforderlich
- Drehzahlelastisch
- Kostengünstig

Quelle:

### Nachteile
- Blindleistungsbedarf aus dem Netz[16]
- Keine cos φ Regelung
- Bei Inselbetrieb Kondensatorbatterie erforderlich[25]
- Nicht als Phasenschieber geeignet

## Einsatzbereiche
Asynchrongeneratoren mit Kurzschlussläufer werden überwiegend in dezentralen Kleinkraftwerken mit Leistungen bis zu 1500 Kilowatt eingesetzt.

### Einsatzbeispiele
- Windkraftanlagen
- Blockheizkraftwerke
- Notstromaggregate
- Kleine Wasserkraftwerke
- Biogaskraftwerke

## Gesetzliche Bestimmungen und sonstige Regelwerke
- EN 60 034 Teil 1 Allgemeine Bestimmungen für umlaufende elektrische Maschinen
- EN 60 034 Teil 8 Anschlussbezeichnungen und Drehsinn für elektrische Maschinen
- DIN IEC 34 Teil 7 Bauformen umlaufende elektrische Maschinen
- EN 60034-5 Schutzarten umlaufender elektrischer Maschinen
- EN 60034-6 Kühlarten, drehende elektrische Maschinen